# Перл-Сіті
Перл-Сіті (англ. Pearl City) — переписна місцевість (CDP) в США, в окрузі Гонолулу штату Гаваї. Населення — 45 295 осіб (2020).

Розташування Перл-Сіті

Перл-Сіті розташоване уздовж північного берега затоки Перл-Гарбор на острові Оаху.

## Географія
Перл-Сіті розташований за координатами 21°24′9″ пн. ш. 157°57′25″ зх. д. / 21.40250° пн. ш. 157.95694° зх. д. (21.402609, -157.956907). За даними Бюро перепису населення США в 2010 році переписна місцевість мала площу 26,02 км², з яких 23,60 км² — суходіл та 2,42 км² — водойми.

### Клімат
- Середня температура (зима) 23,6 °C
- Середній мінімум (зима) : 18,1 °C
- Середня температура (літо) : 29,5 °C
- Середній мінімум (літо) : 16,7 °C
- Середньорічна норма опадів: 680,72 мм

## Демографія

### Перепис 2010
Згідно з переписом 2010 року, у переписній місцевості мешкало 47 698 осіб у 14 268 домогосподарствах у складі 11 347 родин. Густота населення становила 1833 особи/км². Було 14622 помешкання (562/км²).
Расовий склад населення:
| - 53,2 % — азіатів - 16,0 % — білих - 5,5 % — вихідців з тихоокеанських островів - 2,9 % — чорних або афроамериканців - 0,3 % — корінних американців - 1,1 % — осіб інших рас |

До двох чи більше рас належало 21,0 %. Частка іспаномовних становила 8,2 % від усіх жителів.
За віковим діапазоном населення розподілялося таким чином: 19,3 % — особи молодші 18 років, 61,3 % — особи у віці 18—64 років, 19,4 % — особи у віці 65 років та старші. Медіана віку мешканця становила 39,9 року. На 100 осіб жіночої статі у переписній місцевості припадало 111,0 чоловіків; на 100 жінок у віці від 18 років та старших — 112,2 чоловіків також старших 18 років.
Середній дохід на одне домашнє господарство становив 98 105 доларів США (медіана — 85 384), а середній дохід на одну сім'ю — 108 067 доларів (медіана — 97 328). Медіана доходів становила 50 246 доларів для чоловіків та 41 718 доларів для жінок. За межею бідності перебувало 5,7 % осіб, у тому числі 8,9 % дітей у віці до 18 років та 3,4 % осіб у віці 65 років та старших.
Цивільне працевлаштоване населення становило 20 294 особи. Основні галузі зайнятості: освіта, охорона здоров'я та соціальна допомога — 19,1 %, публічна адміністрація — 11,8 %, мистецтво, розваги та відпочинок — 11,3 %.

### Перепис 2000
Станом на 2000 рік населення в місті налічувалося 30 976 осіб, 8 921 сімей. Густота населення становила 2 399,8 осіб/км². Расовий склад склав 17,24 % європеоїдів, 2,71 % афроамериканців, 0,27 % корінних американців, 53,42 % азіатів, 6,15 % гавайців, 1,41 % інших рас, 18,81 % походять від змішання двох або більше рас, 7,30 % населення були латиноамериканцями.
Тут проживає 8922 сімей, з яких 25,2 % мають дітей віком до 18 років, які проживають з ними, 63,9 % є подружніми парами, що живуть разом, в 12,3 % сімей жінки, що проживають без чоловіків.
18,8 % населення до 18 років, 13,7 % з 18 до 24 років, 27,2 % з 25 до 44 років, 23,2 % від 45 до 64, і 17,1 % населення 65 років та старше. Середній вік становить 37 років. На кожні 100 жінок припадає 115,2 чоловіків. На кожні 100 жінок віку 18 років та старше припадає 117,3 чоловіків.